# Aviatyrannis
Aviatyrannis é um género de dinossauro Tyrannosauridae que viveu no período Kimmeridgiano do Jurássico. Os fósseis foram encontrados em Portugal. Foi descrito por Oliver Rauhut em 2003. O nome significa "tirano avó Jurássico". Aviatyrannis é um dos mais antigos tiranossauros já encontrados, (o mais antigo foi Guanlong, ou possivelmente, Iliosuchus).
Aviatyrannis pode ter sido um contemporâneo de outro tiranossauro antigo, o Stokesosaurus americano. Aviatyrannis foi inicialmente atribuído ao mesmo Stokesosaurus, bem como a natureza fragmentária do referido material não resolver totalmente a possibilidade de que os dois táxons são sinônimos.
Como outros tiranossauros cedo, Aviatyrannis foi bastante pequeno. O holótipo (IPFUB Gui Th 1), por exemplo, é um ílio com apenas 90 milímetros de comprimento. A espécie-tipo, Aviatyrannis jurassica, foi descrita por Rauhut em 2003.